# John Hatting
John Hatting, född 5 juni 1948 i Köpenhamn, död 23 mars 2013 på Amager, var en dansk popsångare, musiker och låtskrivare.
Innan Hatting blev en professionell musiker jobbade han bl.a. som bilförsäljare i tio år. Hans första musikaliska framgång kom 1973 då han gav ut singeln Marianne, vilken lyckades ta sig in på Dansktoppen. Han anslöt sig till Jens Brixtoftes band M.K.T. 1975, som bl.a. fick en hit med låten Come along to Barbados. Då Brixtofte bildade bandet Brixx 1982 följde Hatting med och samma år vann de Dansk Melodi Grand Prix (DMGP) med låten Video Video. I Eurovision Song Contest, som hölls i Harrogate i Storbritannien, hamnade de på 17:e plats (av 18 tävlande) med 5 poäng.
Brixx upplöstes en kort tid efter tävlingen men Hatting återkom flera gånger till DMGP under 1980-talet. Första gången var 1983 då han hamnade på en femteplats (av tio tävlande) med den egenkomponerade låten Stjernerne er drevet bort. Året därpå bildade han popduon ”Trax” tillsammans med makan Lise Haavik och de tävlade i 1984 års tävling med låten Vi hører sammen. De hamnade på sjätteplats och samma kväll tävlade Hatting också på egen hand med låten Donna Donna som hamnade på åttondeplats. Duon återkom 1985 med låten Ved du hva' du sku och uppnådde en tredjeplats. Vinsten kom slutligen 1986 då de fick representera Danmark med låten Du er fuld af løgn i Eurovision Song Contest, som hölls i den norska staden Bergen. Hatting deltog dock endast som en del av kören medan Haavik stod för framförandet. De hamnade på en sjätteplats (av 20 tävlande) med 77 poäng. Därefter gav duon ut en LP innan den upplöstes och paret gick skilda vägar.
Sedan 1980-talet hade Hatting framgångar som låtskrivare. Han skrev bl.a. låten Hallo Hallo, som framfördes av Lonnie Devantier i Eurovision Song Contest 1990.